# Provveditore Generale da Mar
Il Provveditore Generale da Mar era il comandante supremo della flotta veneziana in tempo di pace. In tempo di guerra veniva sostituito dal Capitano Generale da Mar, che godeva di poteri più ampi.

## Storia e funzioni

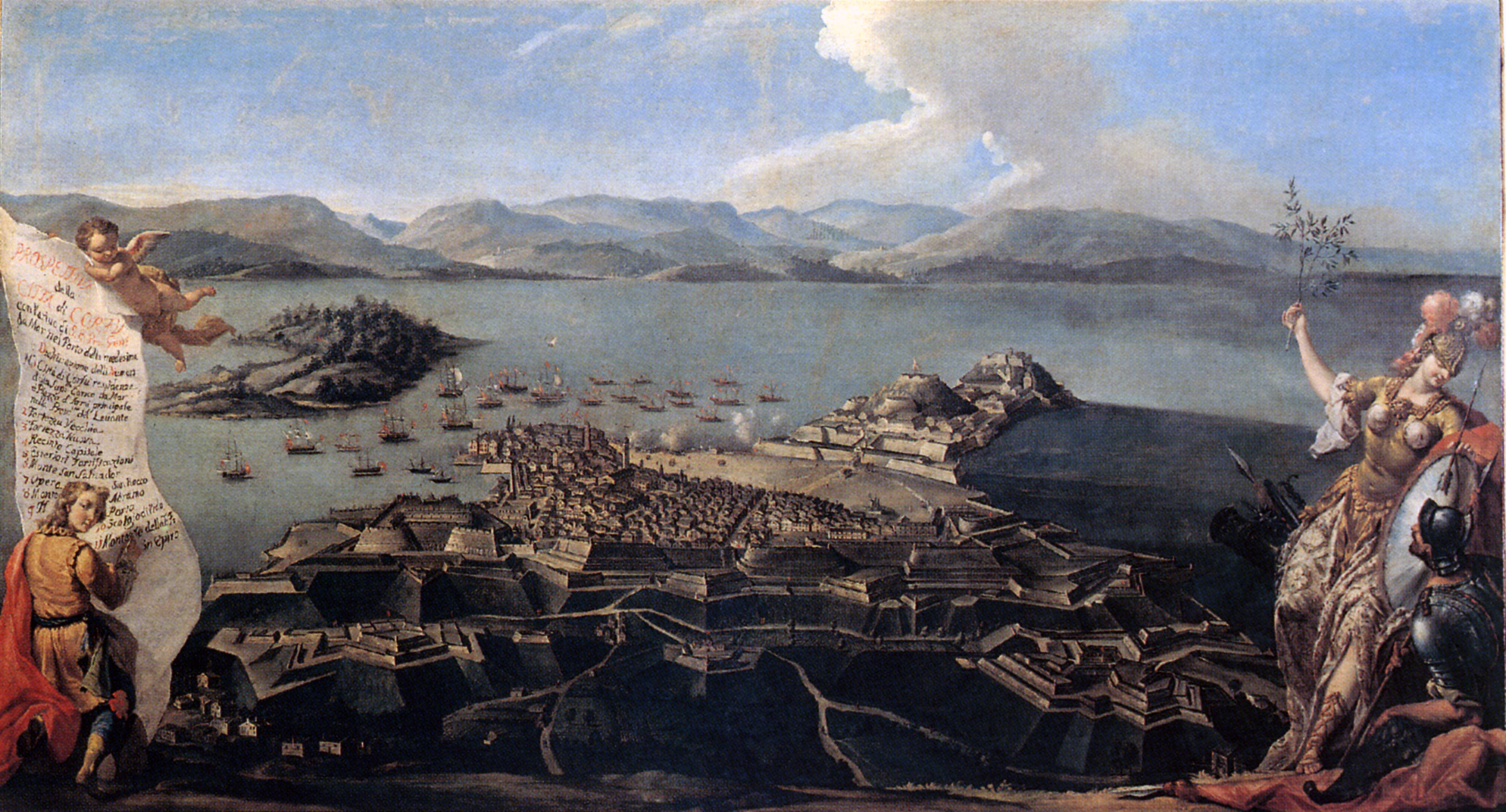
L'arrivo di un nuovo Provveditore Generale da Mar a Corfù nel Settecento. È ben visibile sia la flotta alla fonda che l'imponente sistema di fortificazioni eretto dai veneziani a difesa della città

Il Provveditore Generale da Mar aveva il compito di provvedere alle necessità sia della flotta che delle forze terrestri dislocate in Levante, nonché di amministrare le colonie veneziane d'oltremare, in particolare quelle in Grecia. Generalmente, diveniva Provveditore Generale da Mar chi aveva appena terminato di ricoprire la carica di Provveditore Generale in Dalmazia e Albania.
Risiedeva nella fortezza di Corfù, isola greca base della flotta veneziana. Il suo mandato durava due anni, prorogabili. In guerra, la nomina di un Capitano Generale da Mar era generalmente accompagnata a quella di un nuovo Provveditore. Dalla prima metà del Cinquecento fu anche il governatore veneziano delle Isole Ionie, incarico che assunse carattere di regolarità nel corso dei secoli successivi prendendo il nome di Provveditore Generale del Levante.
Il Provveditore Generale da Mar, in tempo di guerra, veniva a volte chiamato Provveditore Generale delle Tre Isole, ossia Corfù, Zante e Cefalonia - le maggiori Ionie - oppure Provveditore Generale delle Quattro Isole, quando nel 1684 venne conquistata Santa Maura.
Nel maggio del 1797 terminò la Repubblica di Venezia e iniziò l'occupazione francese delle truppe di Napoleone. il 13 giugno, una flotta francese - formata da navi prese nell'Arsenale di Venezia - si recò a Corfù con l'incarico di requisire il resto della flotta veneziana. Raggiunta l'isola, l'ultimo Provveditore, il patrizio Carlo Aurelio Widmann consegnò la flotta. La carica di Provveditore Generale da Mar venne abolita e il governo veneziano sostituito da un'amministrazione francese (1797-1799).

## Insegne

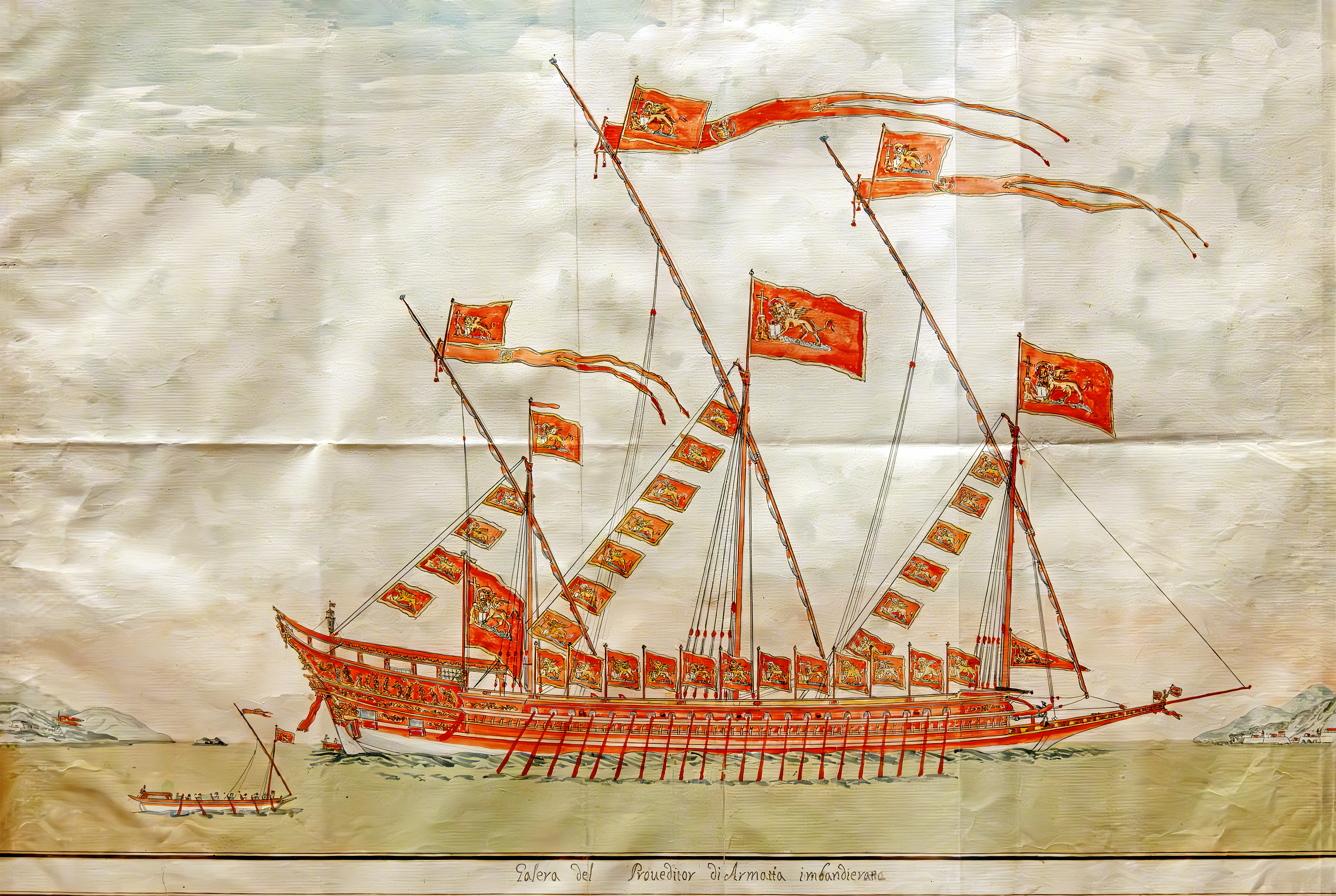
Galea del Proveditor di Armata imbandierata, XVIII sec., Matita e acquerello su carta, Museo Civico Correr, Venezia.

Innalzava le sue insegne su di una galea bastarda, benché nel Settecento gli venne concesso di farlo su un vascello. Come insegna del suo comando, la poppa della nave mostrava tre lanterne. Nel Settecento, le galee generalizie erano completamente colorate di rosso, le vele erano a strisce bianche e rosse con un Leone di San Marco cucito nel mezzo. Sfoggiavano una gran quantità di vessilli, gagliardetti, festoni e fiàmole, nonché intagli elaborati di gusto rococò ricoperti in foglia d'oro. Alcuni esempi dei fianchi poppieri di una galea veneziana del Settecento sono conservati al Museo storico navale di Venezia, nelle vicinanze dell'Arsenale.
L'iconografia settecentesca suggerisce che in questo secolo la divisa da Provveditore Generale da Mar consistesse in abiti di taglio civile di colore rosso, liberamente adattabili secondo il gusto dell'individuo. I simboli del comando erano il bastone, una cappa indossata generalmente sulle spalle e una corazza, quest'ultima presente soprattutto nell'iconografia primo settecentesca. Il copricapo, usato anche da altre cariche della Marina, era chiamato tozzo o tagliere, per via della forma a cono troncato, ed era anch'esso rosso. Tale colore distingueva il Provveditore Generale da Mar dal Provveditore Generale in Dalmazia e Albania, il quale indossava un tozzo giallo dorato.

## Galleria d'immagini

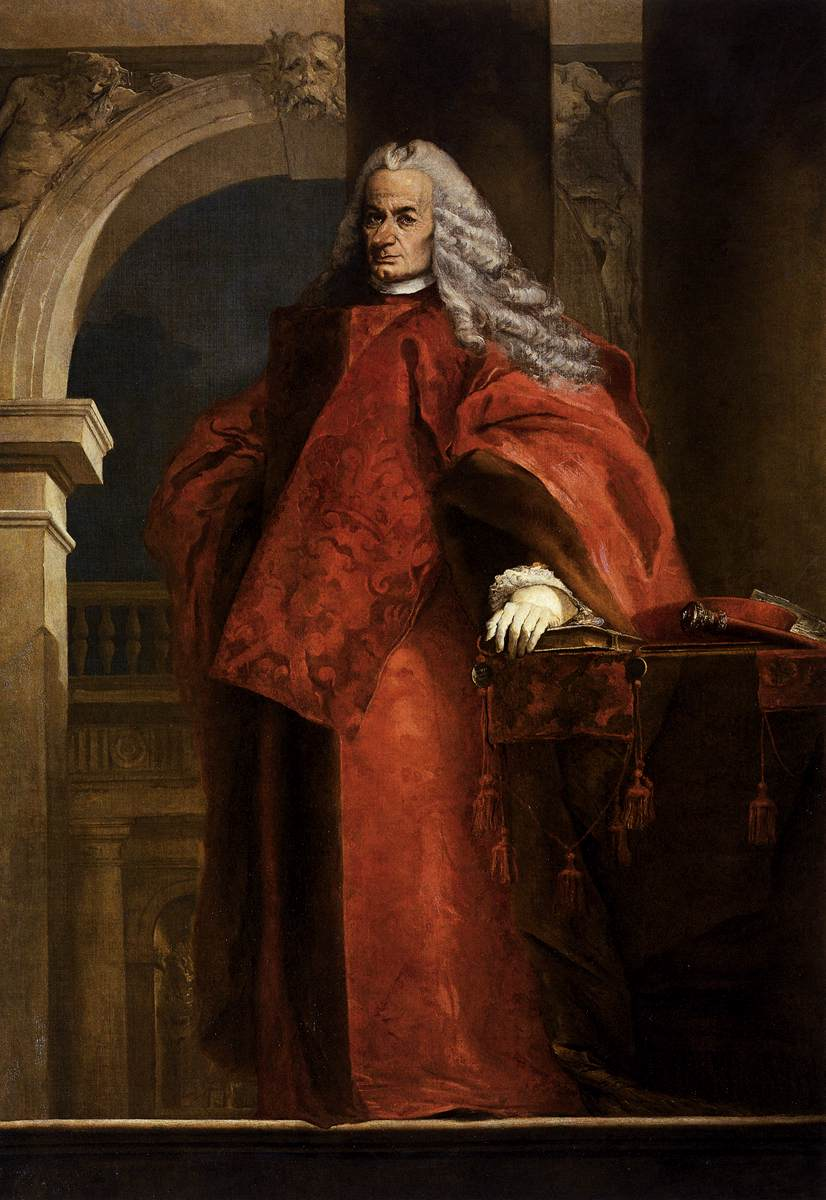
Giambattista Tiepolo (1696-1770), Ritratto del N.H. Daniele Dolfin, olio su tela. Questo fu Provveditore Generale da Mar dal 1714 al 1716.
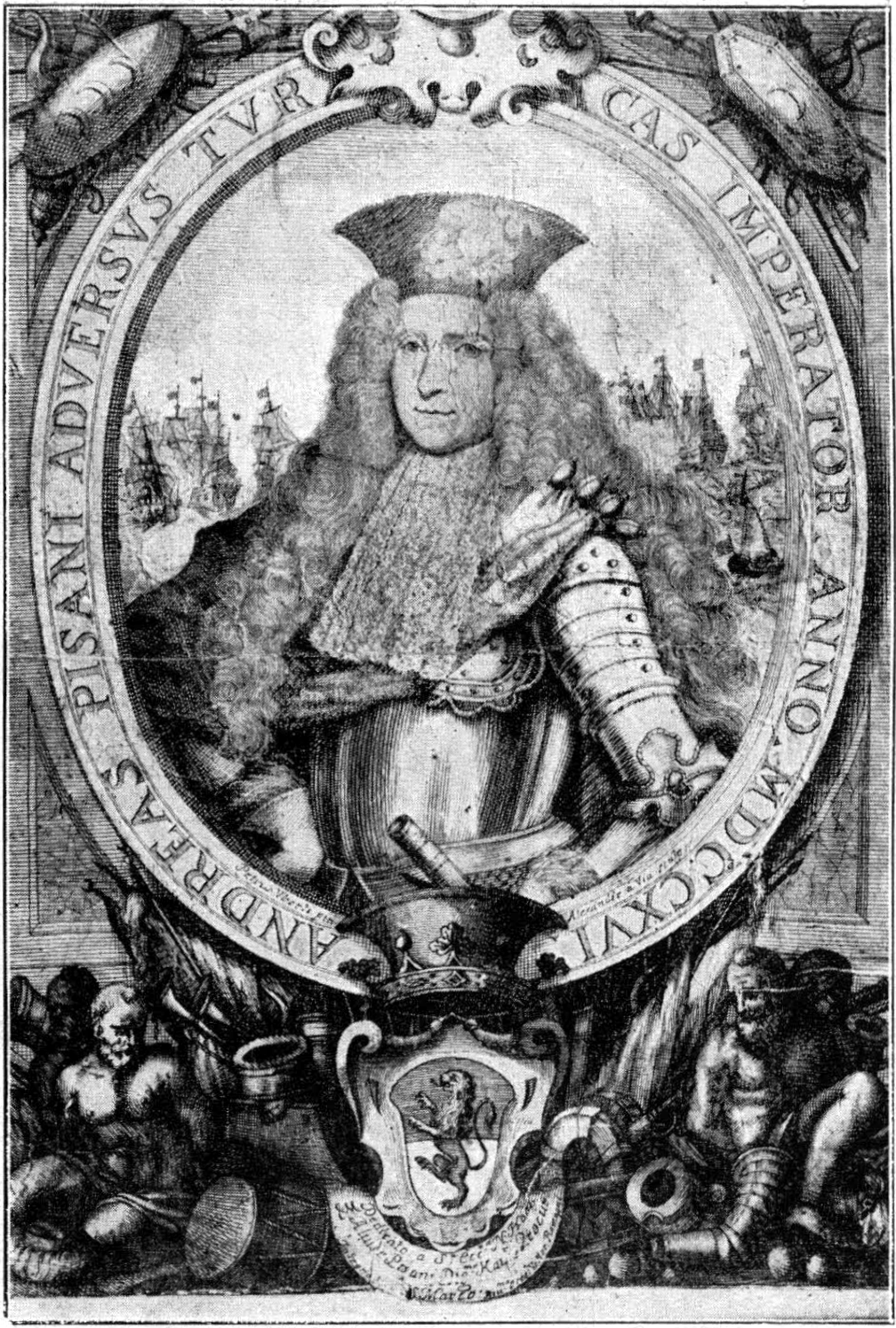
Andrea Pisani (1662-1718), Provveditore Generale da Mar (1714-1718), incisione, Pittore veneto, XVIII secolo. Fu Capitano generale da Mar durante la Seconda guerra di Morea.
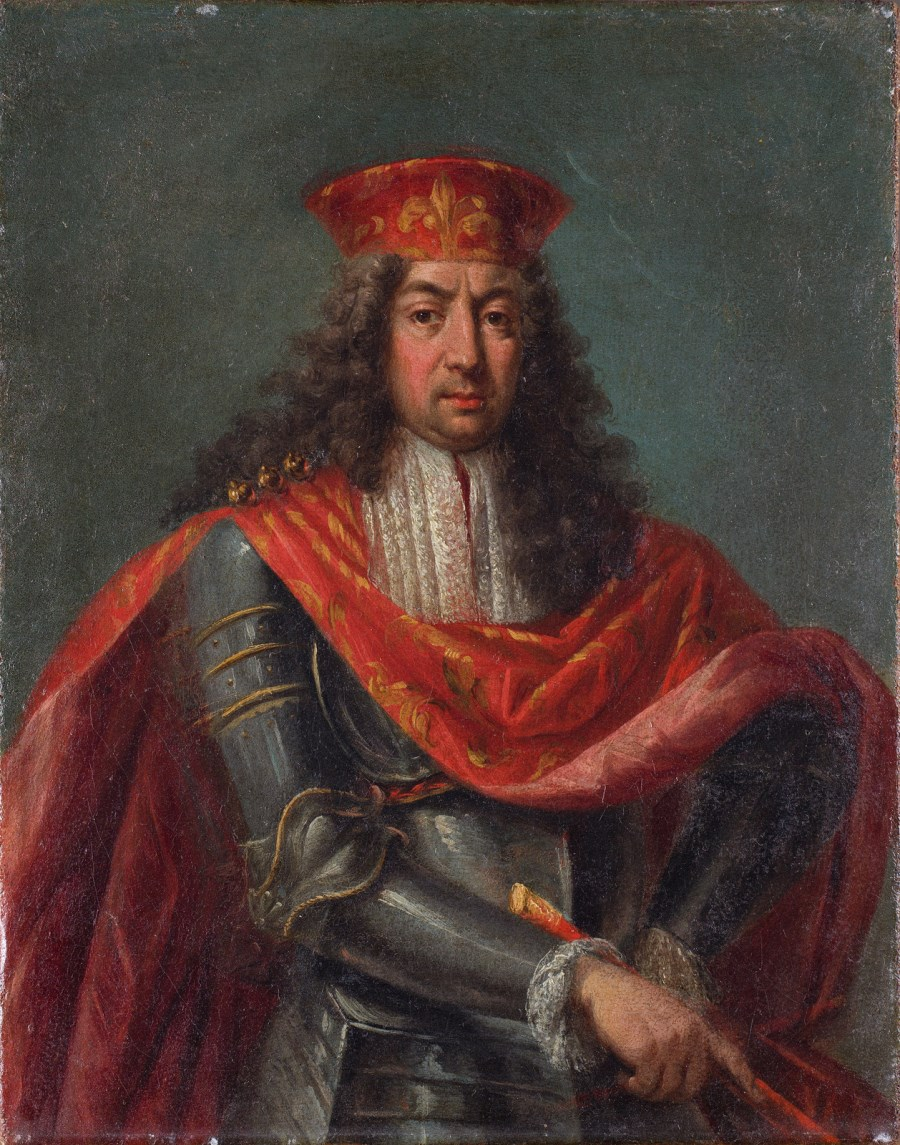
Giorgio Grimani (1687-1750), Provveditore Generale da Mar (1737-1740), olio su tela, 28 x 37 cm, Pittore veneto, XVIII secolo.
Girolamo Querini, Provveditore Generale da Mar (1755-1758), Fortunato Pasquetti, Pinacoteca Querini Stampalia, XVIII secolo.
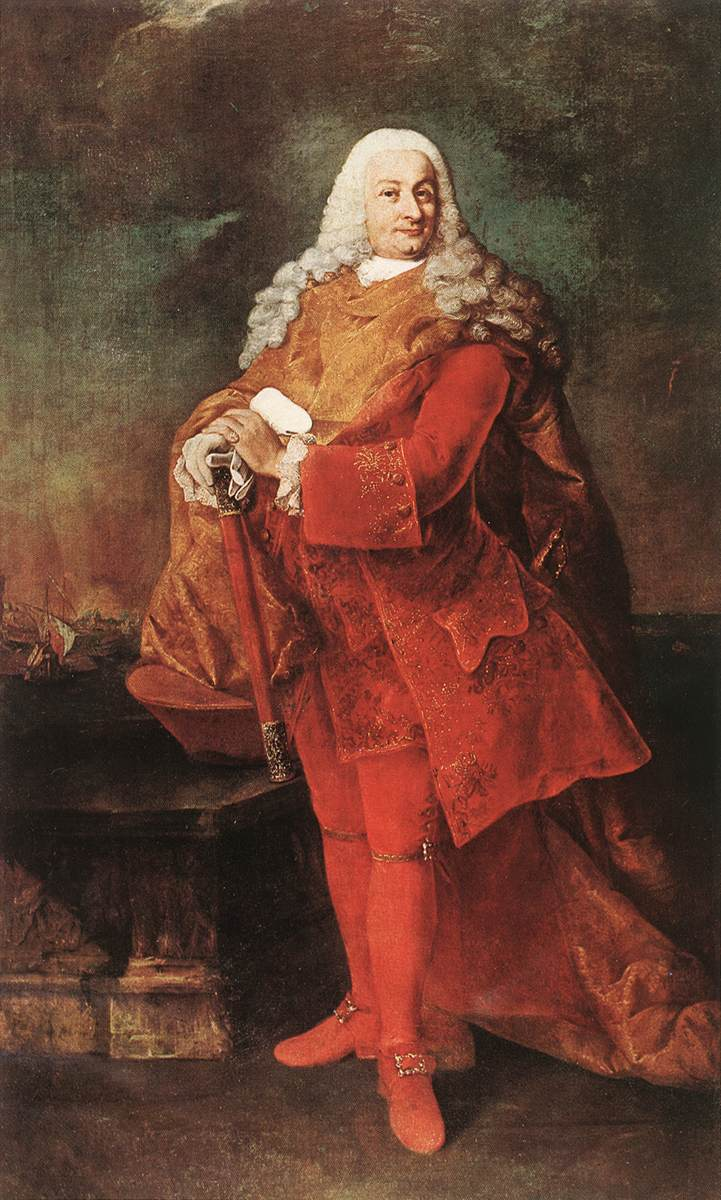
Antonio Renier, Provveditore Generale da Mar (1773-1776) e fratello del doge Paolo Renier, di Alessandro Longhi, XVIII secolo. È erroneamente interpretato come ritratto di Giacomo Gradenigo.
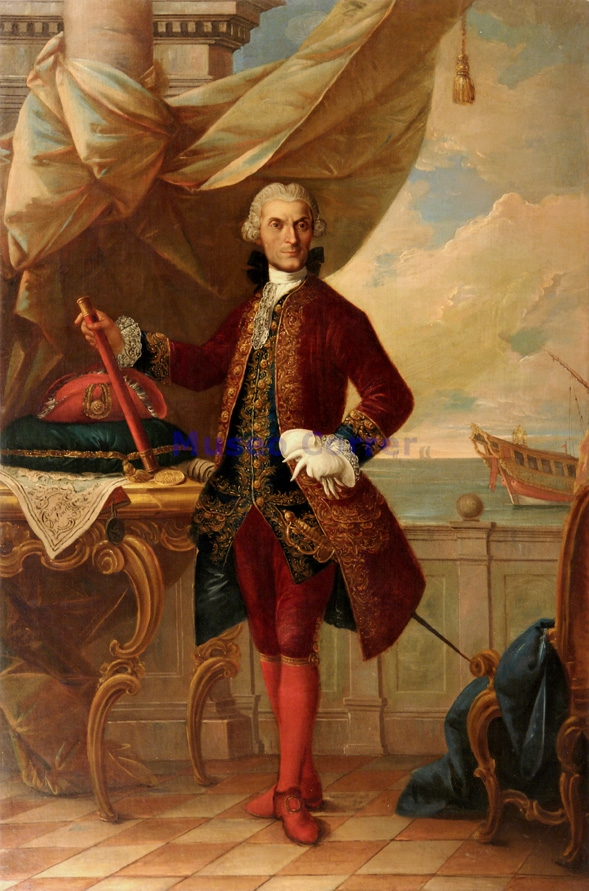
Giacomo Gradenigo (1721-1796), Provveditore Generale da Mar (1779-1782), Scuola veneziana, XVIII secolo.
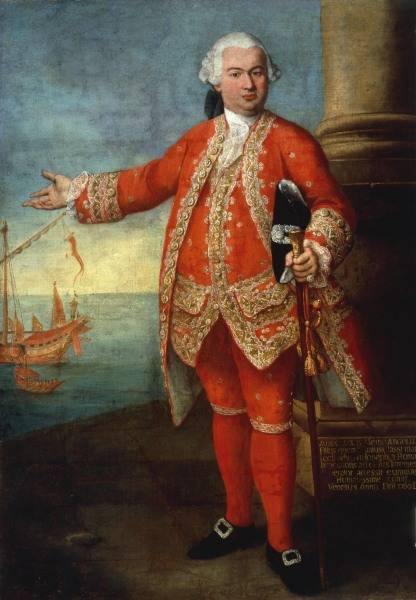
Angelo IV Memmo, Provveditore Generale da Mar (1791-1794), Alessandro Longhi, seconda metà del Settecento, olio su tela, 191 x 140 cm, Museo Civico Correr, Venezia.
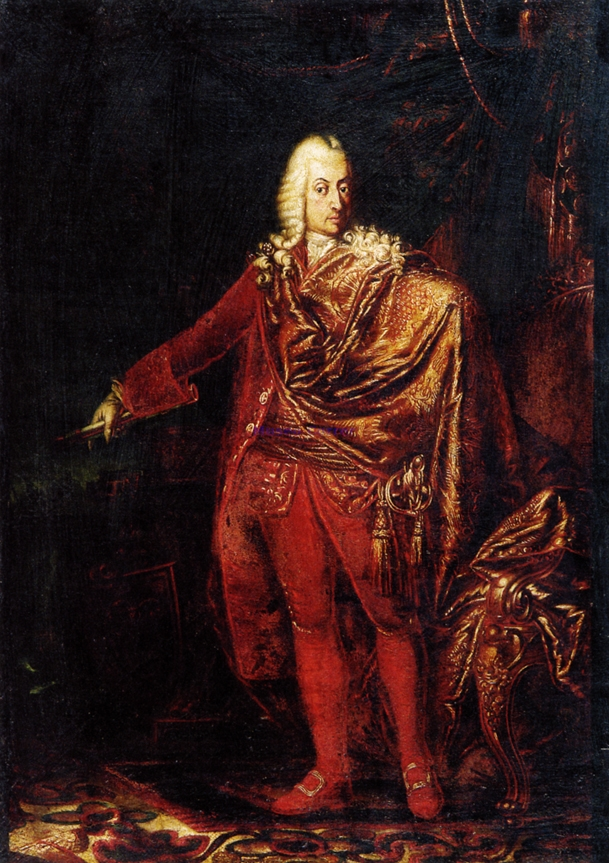
Carlo Aurelio Widmann, ultimo Provveditore Generale da Mar (1794-1797), di Gaetano Grezler, XVIII secolo.

## Elenco
Di seguito, i nomi di chi ricoprì la carica di Provveditore Generale da Mar tra il 1684 e il 1797.
- Giacomo Corner, 1684-1687
- Andrea Navagier, 1687-1690
- Vicenzo Vendramin, 1690-1693
- Antonio Molin, 1693-1696
- Bortolo Contarini, 1696-1701
- Francesco Grimani, 1701-1704
- Francesco Grimani, 1705-1708
- Alvise Mocenigo, 1708-1711
- Agostin Sagredo, 1711-1714
- Daniele Girolamo Dolfin, 1714-1715
- Andrea Pisani, 1715-1718
- Antonio Loredan, 1716-1718
- Zorzi Pasqualigo, 1718-1721
- Andrea Corner, 1721-1724
- Francesco Corner, 1724-1728
- Marcantonio Diedo, 1728-1731
- Nicolò Erizzo, 1731-1734
- Pietro Vendramin, 1734-1737
- Zorzi Grimani, 1737-1740
- Antonio Loredan, 1740-1743
- Daniele IV Dolfin, detto Andrea, 1743-1746
- Antonio Marin Cavalli, 1746-1749
- Giovanni Battista Vitturi, 1749-1752
- Agostin Sagredo, 1752-1755
- Gerolamo Querini, 1755-1758
- Francesco Grimani, 1758-1761
- Alvise III Contarini, 1761-1764
- Antonio Marin Priuli, 1764-1767
- Andrea Donà, 1767-1770
- Pietro Querini, 1770-1773
- Antonio Renier, 1773-1776
- Giacomo Nani, 1776-1779
- Giacomo Gradenigo, 1779-1782
- Alvise Foscari, 1782-1783
- Nicolò Erizzo, 1784-1786
- Francesco Falier, 1787-1791
- Angelo Memmo, 1791-1794
- Carlo Aurelio Widmann, 1794-1797

### Esplicative
1. ↑  Fiamme, ossia bandiere di forma allungata e triangolare

### Fonti
1. 1 2 3 4  Andrea Da Mosto, 1940.
2. ↑  http://www.veneziamuseo.it/REPUBBLICA/uff_sen_alt_provcorfu.htm. URL consultato il 15/08/2022
3. ↑  Carlo Varagnolo, 2019.
4. 1 2  Mario Nani Mocenigo, 1935.
5. ↑  Guido Ercole, 2011.
6. ↑  Gianfranco Munerotto, 2017.
7. ↑  Venturini, 2011.